# Sumberjo (Rembang)
Sumberjo is een bestuurslaag in het regentschap Rembang van de provincie Midden-Java, Indonesië. Sumberjo telt 7425 inwoners (volkstelling 2010).